# Apsiphora
Apsiphora es un género de foraminífero bentónico normalmente considerado un subgénero de Webbinelloidea, es decir, Webbinelloidea (Apsiphora) de la familia Lacustrinellidae, de la superfamilia Psammosphaeroidea, del suborden Saccamminina y del orden Astrorhizida. Su especie tipo era Webbinelloidea beuthi. Su rango cronoestratigráfico abarca desde el Eifeliense hasta el Givetiense (Devónico medio).

## Discusión
Clasificaciones previas incluían Apsiphora en la subfamilia Hemisphaerammininae, de la familia Hemisphaeramminidae, de la superfamilia Astrorhizoidea, así como en el suborden Textulariina del orden Textulariida, o bien en el Orden Lituolida.

## Clasificación
Apsiphora incluye a la siguiente especie:
- Apsiphora beuthi †, también considerado como Webbinelloidea (Apsiphora) beuthi †